# Видовой прыжок
«Видовой прыжок» (англ. «Species Jump») — шестой эпизод седьмого сезона американского драматического телесериала «Родина», и 78-й во всём сериале. Премьера состоялась на канале Showtime 18 марта 2018 года.

## Сюжет
Симон Мартин (Сандрин Холт) вручается повестка для дачи показаний перед подкомитетом сенатора Пэйли (Дилан Бейкер). На заседании ей показывают доказательства её денежных операций, которые Данте (Морган Спектор) предоставил Пэйли. Мартин просит неприкосновенность в обмен на имя человека, который приказал ей снять деньги. Когда становится ясно, что Мартин собирается обвинить Уэллингтона (Лайнус Роуч), Кэрри (Клэр Дэйнс) хочет прервать разбирательство, так как она считает, что Уэллингтон невиновен, основываясь на её наблюдении. Данте удаётся отговорить её. Не зная как дальше действовать, Кэрри рассказывает про ситуацию Солу (Мэнди Патинкин). Когда они обсуждают цепь событий, Сол помогает Кэрри осознать, что Данте предоставил зацепку по поводу Симон Мартин, и что Данте, с самого начала, подставлял Кэрри, чтобы обрушить Уэллингтона.
Сол вербует бывшего эксперта по России из ЦРУ Сэнди (Кэтрин Кёртин) и технического гуру Клинта (Питер Вак), чтобы начать расследование возможной информационной кампании России. Когда по интернету распространяется видео, на котором Уэллингтон противостоит Симон, Клинту удаётся определить, что видео появилось из сети социальных аккаунтов — тех самых, которые распространяли поддельную историю о Дж. Дж. Элкинсе.
Крупин (Марк Иванир) просит о встрече с Евгением Громовым (Коста Ронин). Крупин приказывает Громову прекратить его операции, так как они привели к гибели американских граждан на их земле, что нарушает их протокол. Громов отбрасывает опасения Крупина, так как считает их устаревшим режимом. Позже Крупина убивает группа во главе с Громовым. Сол находит его ожерелье на месте происшествия, получив сигнал бедствия от Крупина.
Кэрри организовывает праздник в местном баре, приглашая Макса (Мори Стерлинг), Данте, Энсона (Джеймс Д'Арси), Стейна (Уильям Попп), Докси (Кле Беннетт) и Беннета (Ари Флиакос). Кэрри соблазняет Данте и они возвращаются в их квартиру. Когда они целуются, Данте теряет сознание и падает, будучи одурманенным Кэрри. Остальная команда Кэрри входит в квартиру, начиная обыскивать её и делать фотографии.

## Производство
Режиссёром эпизода стал Майкл Оффер, а сценарий написали Аня Лета и исполнительный продюсер Рон Нисуонер.

## Реакция

### Реакция критиков
Эпизод получил рейтинг 100% на сайте Rotten Tomatoes на основе шести отзывов.
Брайан Таллерико из «New York Magazine» очень высоко оценил эпизод, дав ему 5 звёзд из 5 и назвав его «одним из лучших эпизодов за многие годы». Таллерико отметил «плотный сценарий и режиссуру» и сказал следующее: «Это эпизод, который играет с тем, что нам известно об этих персонажах — безрассудством Кэрри и гениальностью Сола — и напоминает нам, насколько амбициозным этот сезон был в целом». Скотт фон Довяк из The A.V. Club дал эпизоду оценку «B+» и прокомментировал сцену с Солом и Кэрри: «Их сцена на этой неделе имеет решающее значение в том, что она повторно центрирует Кэрри в истории, где есть большое открытие с Данте».

### Рейтинги
Во время оригинального показа, эпизод посмотрели 1.25 миллиона зрителей.